# 49 Весов
49 Весов (лат. 49 Librae, HD 143333) — двойная звезда в созвездии Весов на расстоянии приблизительно 95,3 световых лет (около 29,2 парсеков) от Солнца. Видимая звёздная величина звезды — +5,47m. Возраст звезды оценивается как около 12 млрд лет.

## Характеристики
Первый компонент — жёлто-белая звезда спектрального класса F8V. Масса — около 1,4 солнечной, радиус — около 1,86 солнечного, светимость — около 4,74 солнечных. Эффективная температура — около 6297 К.
Второй компонент — предположительно красный карлик спектрального класса M. Масса — около 0,45 солнечной.